# Ministr menšin Izraele
Ministr menšin Izraele je člen izraelské vlády, který stojí v čele ministerstva menšin. V době prozatímní vlády existovalo portfolio pod názvem ministr pro záležitosti menšin a následně bylo obnoveno až v roce 1996 pod názvem ministr pro záležitosti izraelských Arabů. Od března 2013 není rezort v izraelské vládě zařazen.

## Historie
Post ministra pro záležitosti menšin bylo založeno po vzniku Izraele a šlo o jediný post, respektive ministerstvo, které nevycházelo z institucí jišuvu. Prvním ministrem byl Bechor-Šalom Šitrit, který hovořil arabský, a který byl oblíbený mezi izraelským arabským obyvatelstvem. Šitrit se snažil podporovat integraci a rovnost s izraelskými Araby, avšak jeho snahy byly ochromovány vojenskou vládou, která ovládala arabské oblasti dobyté ve válce za nezávislost a premiérem Davidem Ben Gurionem, který vetoval Šitritův návrh na vytvoření arabské poradní rady při ministerstvu. Po neshodách s ministrem náboženství a vojenskou vládou bylo ministerstvo pro záležitosti menšin roku 1949 zrušeno. Po jeho zániku přešla arabská problematika pod poradce při úřadu premiéra.
Portfolio bylo jako samostatné obnoveno 18. června 1996, když byl místopředseda vlády Moše Kacav jmenován ministrem pro záležitosti izraelských Arabů. Během dvacáté sedmé vlády působil Matan Vilnaj jako předseda ministerského výboru pro arabsko-izraelské záležitosti. V průběhu dvacáté deváté vlády se drúzský politik Sálih Taríf stal ministrem při úřadu premiéra s odpovědností za záležitosti menšin. Ve vládě vzniklé po volbách v roce 2009 zastával post ministra menšin, kromě svého postu ministra bez portfeje, Avišaj Braverman, a to až do své rezignace 17. ledna 2011. O den později byl jako nový ministr oznámen jako Matan Vilnaj, který však byl již následujícího dne po námitkách menšin nahrazen Šalomem Simchonem z Acma'ut.

## Seznam ministrů
| ministr             | strana                          | vláda      | funkční období        | název postu                                                     |
| ------------------- | ------------------------------- | ---------- | --------------------- | --------------------------------------------------------------- |
| Bechor-Šalom Šitrit | Sefardové a orientální komunity | prozatímní | 12/4/1948 - 8/3/1949  | ministr pro záležitosti menšin                                  |
| Moše Kacav          | Likud                           | 29.        | 18/6/1996 - 6/7/1999  | ministr pro záležitosti izraelských Arabů                       |
| Sálih Taríf         | Strana práce                    | 29.        | 7/3/2001 - 29/1/2002  | ministr při úřadu premiéra s odpovědností za záležitosti menšin |
| Avišaj Braverman    | Strana práce                    | 32.        | 31/3/2009 - 17/1/2011 | ministr menšin                                                  |
| Šalom Simchon       | Acma'ut                         | 32.        | 19/1/2011 - 18/3/2013 | ministr menšin                                                  |